# Štirinajstkotnik
Štirinajstkotnik (s tujko tudi tetradekagon ali tetrakaidekagon) je mnogokotnik s 14-timi stranicami, 14-timi oglišči in 14-timi notranjimi koti. Njegov Schläflijev simbol je {14}. Coxeter-Dinkinov diagram je  ali . Simetrijska grupa je diedrska D14. Notranji kot je približno 154,2875º.

## Pravilni štirinajstkotnik
Ploščina pravilnega štirinajstkotnika z dolžino stranice a je dana z:
{\displaystyle p={\frac {14}{4}}a^{2}\operatorname {ctg} \,{\frac {\pi }{14}}\simeq 15,3345a^{2}\!\,.}

## Konstrukcija
Konstrukcija približnega štirinajstkotnika
Pravilnega štirinajskotnika ne moremo narisati samo z ravnilom in šestilom. 
Zgornja animacija prikazuje, kako približno narišemo štirinajstkotnik.

## Petriejevi mnogokotniki
Pravilni štirinajstkotnik je Petriejev mnogokotnik za mnoge višje razsežne politope. Na naslednji preglednici so prikazani  
| A13 | 13-simpleks  |                         |                               |                           |                           |                    |         |
| BC7 | 7-orthopleks | Dopolnjeni 7-orthopleks | Dvojno dopolnjeni 7-ortopleks | Trojno dopolnjena 7-kocka | Dvojno dopolnjena 7-kocka | Dopolnjena 7-kocka | 7-kocka |
| BC7 | (421)        | t1(421)                 | t2(421)                       | t3(421)                   | (241)                     | t1(241)            | (142)   |
| D8  | t6(151)      | t5(151)                 | t4(151)                       | t3(151)                   | t2(151)                   | t1(151)            | (151)   |